# Internationale Rheinland-Pfalz-Rundfahrt 1970
Die Internationale Rheinland-Pfalz-Rundfahrt 1970 war ein Radsport-Etappenrennen, das über zehn Etappen durch das deutsche Bundesland Rheinland-Pfalz führte. Die Rheinland-Pfalz-Rundfahrt fand vom 21. bis 30. Juli mit Start und Ziel in Landau statt. Die Organisation erfolgte im Wesentlichen durch den Verein zur Förderung des Radsports mit Unterstützung einiger Firmen und der Landesregierung. Die Rundfahrt hatte, trotz des überwiegend schlechten Wetters, eine sehr hohe Zuschauerresonanz. Daraufhin beschlossen die Organisatoren die Fortsetzung der Rundfahrt im folgenden Jahr.

## Teilnehmer
Am Start waren 64 Radrennfahrer aus 16 Mannschaften mit jeweils vier Fahrern. Sieben ausländische Auswahlmannschaften trafen auf sechs deutsche Landesverbandsteams, zwei Mannschaften des Bundes Deutscher Radfahrer (BDR) und eine gemischte Mannschaft (Bezeichnungen nach der offiziellen Startliste):
- Belgien
- Dänemark
- England
- Holland
- Österreich
- Norwegen
- Türkei
- BDR I
- BDR II
- Landesverband Bayern
- Landesverband Berlin
- Landesverband Hessen
- Landesverband Niedersachsen
- Landesverband Nordrhein-Westfalen
- Landesverband Rheinland-Pfalz
- Gemischte Mannschaft

## Strecke
Die Rundfahrt führte über 1433 Kilometer von Landau über Ludwigshafen, Lauterecken, Wittlich, Bad Neuenahr, Bad Marienburg, Bad Schwalbach, Diez, Simmern, Kirn, Kaiserslautern zurück nach Landau. Es gab keinen Ruhetag.

## Rennverlauf
Die erste Woche war zunächst geprägt von der Rivalität einiger deutscher Mannschaften und Fahrer, die insbesondere den Fahrern der holländischen Mannschaft zugutekam. Die 1. Etappe verfügte über keine wesentlichen Schwierigkeiten, was das Terrain betraf. Dennoch wurde es eine dramatische Etappe, als nach 35 Kilometern ein scheuendes Pferd in das Hauptfeld geriet und viele Fahrer zu Fall brachte. Mit Ludwig Kretz aus Österreich musste einer der stärkste Fahrer bereits ausscheiden, auch Dieter Koslar erlitt einige Verletzungen. Den Zielsprint gewann nach Fotoentscheid Henk Nieuwkamp für sich.
Die 2. Etappe führte in die Nordpfalz. Nach 70 Kilometern startete der deutsche Meister Erwin Derlick aus der Mannschaft Nordrhein-Westfalen eine Soloflucht, der Träger des Führungstrikots konnte an den Steigungen nicht mithalten. Ausgerechnet einige deutsche Fahrer setzten Derlick entschlossen nach, der die Chance hatte, Gesamtführender zu werden. Derlick rettete wenige Sekunden Vorsprung und gewann die Etappe und übernahm aber nur knapp die Führung in der Gesamtwertung.
Auf dem nächsten Tagesabschnitt (3. Etappe) verhinderte erneut eine innerdeutsche Konkurrenz ein besseres Abschneiden der deutschen Teilnehmer. Diese Uneinigkeit nutzten Popke Oosterhof und Tino Tabak für den Tagessieg, obwohl neun Deutsche in der elfköpfigen Spitzengruppe vertreten waren. Derlick blieb Spitzenreiter.
Die 4. Etappe nahmen noch 59 Fahrer in Angriff. Nach der Verpflegungskontrolle setzte sich der Belgier Bellemans vom Feld ab und gewann schnell einen soliden Vorsprung. Der Träger des Gelben Trikots war zurückgefallen, die taktische Fahrweise der Deutschen führte dazu, dass nicht einer aus ihren Reihen, sondern Tino Tabak die Führung übernahm, nachdem Bellemans mit sicherem Vorsprung das Zielband gekreuzt hatte.
Auf der 5. Etappe setzte Oosterhof erfolgreich zum Angriff auf die Führung an. Bei starkem Wind und Regenschauern setzte er im Solo eine Spitzengruppe nach, überholte diese 5 Kilometer vor dem Ziel, gewann sicher. Er übernahm wie geplant die Spitze.
Die geteilte 6. Etappe gewann Tabak dank eines Solos im ersten Abschnitt. Dies reichte auch dazu, wieder das Führungstrikot in seinen Besitz zu bekommen. Karl-Heinz Muddemann hatte sich inzwischen dank einer gleichmäßig starken Fahrweise auf den zweiten Gesamtrang vorgearbeitet.
Henk Nieuwkamp war erneut Sieger des Endsprint einer Ausreißergruppe auf der 7. Etappe, die aber keine größeren Verschiebungen in der Gesamtwertung ergab.
Auf der 8. Etappe griff erneut Oosterhof vehement an, zu Lasten seines Teamkollegen im Führungstrikot. An der schwierigsten Steigung der Rundfahrt, dem Lettweiler Berg, griff Oosterhof an. Tabak fiel sofort zurück. Muddemann hielt sich in der Verfolgergruppe und übernahm das Gelbe Trikot mit ganz knappen Vorsprung auf den Etappensieger. Nach dem Ende der Etappe konnten auch einige Situationen bereinigt werden, die auf den ersten Etappen zu einer harten Konkurrenz unter einigen deutschen Fahrern geführt hatten. Es bestand nun die Chance auf den Sieg eines einheimischen Fahrers.
Die 9. Etappe stand im Zeichen einer langen Soloflucht des Belgiers Bellemans, den das Feld bei strömendem Regen gewähren ließ und der mit fast 5 Minuten Vorsprung Tagessieger wurde. Muddemann verlor etwas Zeit, blieb aber Spitzenreiter.
Kurz vor dem Ende der 10. Etappe gelang drei Fahrern ein Ausreißversuch, den Sprint gewann Nieuwkamp, der somit seinen dritten Etappensieg feiern konnte. Der Gesamtsieg von Muddemann aus der Mannschaft BDR I vor Oosterhof und Tabak geriet nicht mehr in Gefahr.
| Etappe | Start – Ziel                           | Länge (km) | Sieger           | Mannschaft          | Zeit (h) |
| ------ | -------------------------------------- | ---------- | ---------------- | ------------------- | -------- |
| 1      | Landau in der Pfalz – Ludwigshafen     | 141,5      | Henk Nieuwkamp   | Holland             | 56:05    |
| 2      | Ludwigshafen – Lauterecken             | 118,5      | Erwin Derlick    | Nordrhein-Westfalen | 4:32:50  |
| 3      | Lauterecken – Wittlich                 | 152        | Popke Oosterhof  | Holland             | 4:04:17  |
| 4      | Wittlich – Bad Neuenahr                | 130,5      | Walter Bellemans | Belgien             | 4:24:45  |
| 5      | Linz am Rhein – Bad Marienberg         | 147        | Popke Oosterhof  | Holland             | 5:01:54  |
| 6      | Bad Marienberg – Bad Schwalbach – Diez | 135,5      | Tino Tabak       | Holland             | 4:35:28  |
| 7      | Diez – Simmern (Westerwald)            | 138,5      | Henk Nieuwkamp   | Holland             | 4:35:28  |
| 8      | Simmern – Kirn                         | 165        | Popke Oosterhof  | Holland             | 4:35:28  |
| 9      | Kirn – Kaiserslautern                  | 171,5      | Walter Bellemans | Belgien             | 4:35:28  |
| 10     | Kaiserslautern – Landau                | 133,5      | Henk Nieuwkamp   | Holland             | 4:35:28  |

## Endergebnisse
|     | Fahrer               | Mannschaft | Zeit (h)   |
| 01. | Karl-Heinz Muddemann | BDR I      | 36:40:54 h |
| 02. | Popke Oosterhof      | Holland    | 36:41:47 h |
| 03. | Tino Tabak           | Holland    | 36:42:51 h |
| 04. | Andreas Troche       | BDR I      | 36:45:05 h |
| 05. | Michael Becker       | LV Berlin  | 36:50:27 h |
| 06. | Erwin Derlick        | LV NRW     | 36:51:57 h |
| 07. | Harald Sütterlin     | BDR II     | 36:52:10 h |
| 08. | Hans Kuhn            | BDR II     | 37:04:10 h |
| 09. | David Vose           | England    | 37:07:09 h |
| 10. | Johannes Ruch        | LV Hessen  | 37:07:18 h |
| 0 … |                      |            |            |

|     | Mannschaft |  |
| 01. | BDR I      |  |
| 02. | BDR II     |  |
| 03. | Holland    |  |